# Schronisko pod Grzybem (Kamień-Grzyb)
Schronisko pod Grzybem – schron jaskiniowy w rezerwacie przyrody Kamień-Grzyb we wsi Połom Duży w gminie Nowy Wiśnicz, powiecie bocheńskim, województwie małopolskim. Pod względem geograficznym znajduje się na Pogórzu Wiśnickim będącym częścią Pogórza Zachodniobeskidzkiego.

## Opis obiektu
Obiekt znajduje się w lesie, w skałce o charakterystycznym kształcie grzyba skalnego. Skałka zbudowana jest z pochodzącego z górnej kredy piaskowca istebniańskiego. Jest pozostałością dawnego kamieniołomu. Z czasem w wyniku wietrzenia kształt skałki uległ modyfikacji. Od południowej strony u jej podstawy, pod okapem znajduje się spora nyża. Jej skaliste dno zwykle przysypane jest liśćmi. Obiekt w całości jest oświetlony światłem słonecznym.
Skała Grzyb znana jest o dawna. Znajdujący się w niej obiekt jaskiniowy po raz pierwszy  pomierzył i opisał T. Mleczek w maju 2008 r. On też opracował jego plan.

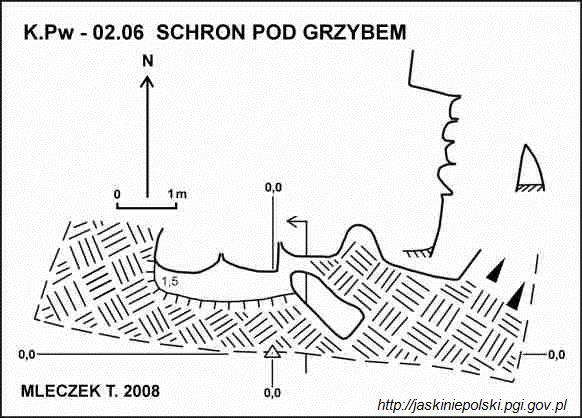
Plan obiektu
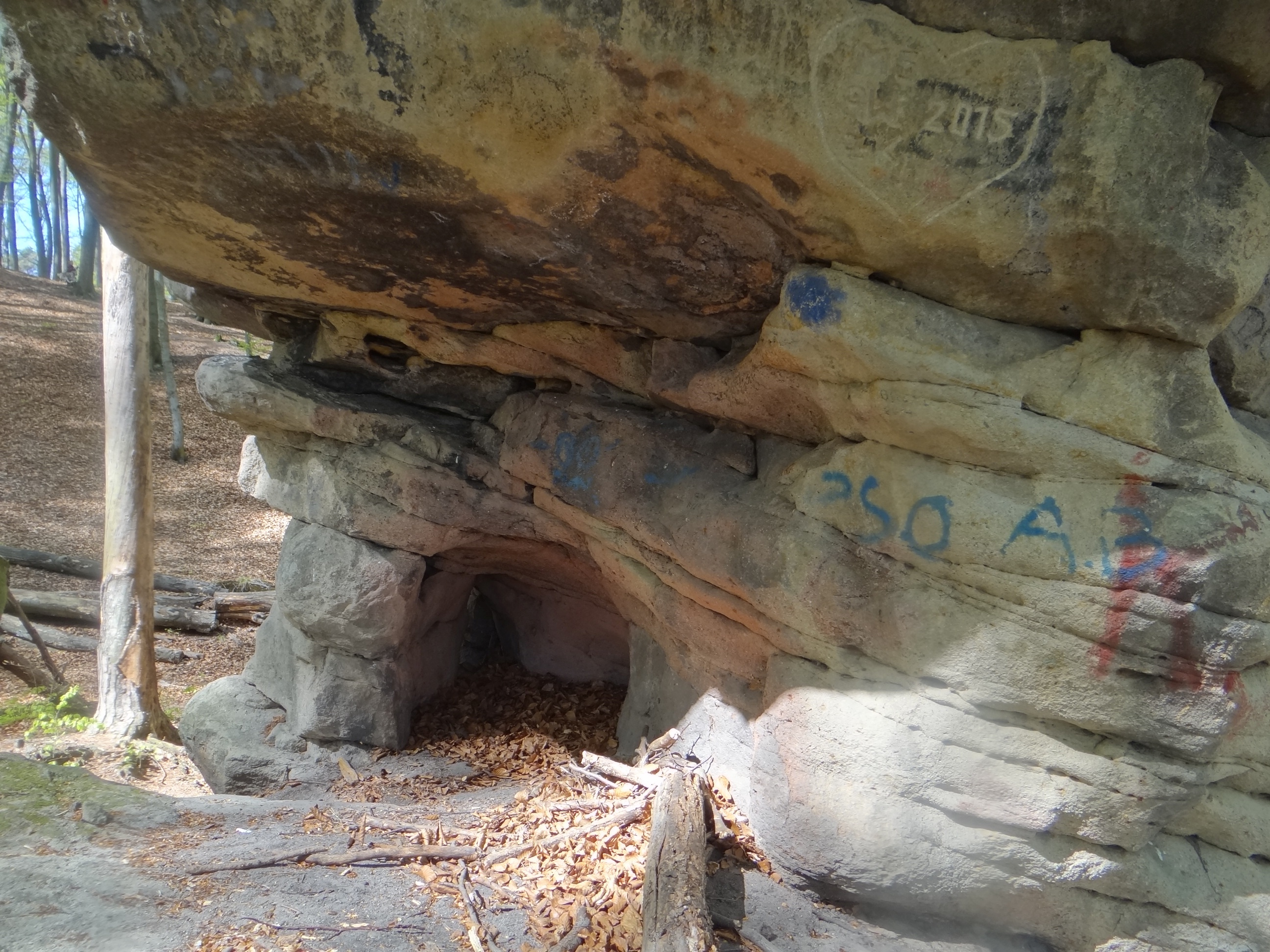